# Музейний центр Берлін-Далем
Музейний центр Берлін-Далем (нім. Museumszentrum Berlin-Dahlem) — архітектурний комплекс, що розташований в місті Берлін, район Далем. Тут представлені колекції зі всього музейного фонду Берліна.

## Історія
Проект музею з'явилися ще на початку ХХ століття. Посприяв цьому відомий історик мистецтва Вільгельм фон Боде. Однак добудовано музей було лише 40 років пізніше смерті митця, у 1969–1973 роках, під керівництвом архітекторів Вільса Еберта та Фріца Борнеманна.
Спочатку тут розміщувалися Етнологічний музей (включно з тим, що згодом стало Музеєм азійського мистецтва) і Берлінська картинна галерея. Останню було перенесено до іншої будівлі у червні 1998. Натомість у 2011 році до складу увійшов Музей європейських культур.
До 2017 року до складу Музейного центру раніше входила Галерея Далема, у якій розміщувалися Музей азійського мистецтва та Етнологічний музей, яка пізніше відкрилася у складі Гумбольдт-форуму у 2019 році.
Будівлі комплексу використовуються Фундацією прусської культурної спадщини, зокрема, для їхнього дослідницького кампусу в Далемі.